# Escándalo. Relato de una obsesión
Escándalo: Relato de una obsesión es una serie de televisión española de Mediaset España para Telecinco creada por Aurora Guerra, con Aitor Gabilondo de productor ejecutivo, y protagonizada por Alexandra Jiménez, Fernando Lindez, Eve Ryan, Antonio Gil y Carlos Serrano entre otros. La serie se estrenó el día 11 de enero de 2023 a las 22h50 en Telecinco. Y a partir del 8 de febrero de 2023 se emitió a las 22h00.

## Sinopsis
Inés, una mujer que está en un momento complicado de su vida se sumerge en el mar para acabar con su vida. Su salvador es Hugo, un chico mucho menor que ella del que se enamora obsesivamente. En su empeño por que nadie se entrometa en esa relación prohibida, Inés se irá dejando llevar por sus impulsos y no dudará en tomar decisiones que afectarán irremediablemente a cuantos la rodean, sumiendo a todo su entorno en una espiral de graves acontecimientos.

## Reparto

### Reparto principal
- Alexandra Jiménez - Inés Molina
- Fernando Lindez - Hugo Ribó Canal
- Eve Ryan - Ainara
- Antonio Gil - Tomás Ribó Ballester † (Episodio 1 - Episodio 4)
- Victor Duplá - Antonio
- Carlos Serrano - Mauro Ribó Canal † (Episodio 1 - Episodio 6)

### Reparto secundario
- Celia Freijeiro - Lola (Episodio 1 - Episodio 8)
- Alba Gutiérrez - Ana Blanes (Episodio 1 - Episodio 8)
- Iñigo de la Iglesia - Paco (Episodio 1; Episodio 3 - Episodio 8)
- Zoe Bonafonte - Julia (Episodio 1 - Episodio 8)
- Marta Tomasa Worner - Madre de Inés (Episodio 1 - Episodio 8)
- Carlos Lorenzo - Amigo de Hugo (Episodio 1 - Episodio 8)
- Martina Mariño - Inés 12 años (Episodio 1 - Episodio 8)

### Reparto episódico
- Ismael Abadal - Amigo de Hugo (Episodio 1 - Episodio 6)
- Raúl Peña - Carlos Muriel (Episodio 2 - Episodio 4)
- Amaia Miranda - Inés con 5 años (Episodio 1 - Episodio 8)
- Mario Zorrilla - Director del internado (Episodio 1 - Episodio 2)
- Zywila Pietrzak - Dorina (Episodio 2 - Episodio 3, Episodio 8)
- Isabel Gaudí - Carmen (Episodio 2 - Episodio 6)
- Will Shephard - Rafa (Episodio 3 - Episodio 8)

## Temporadas y episodios
| Temporada | Temporada | Episodios | Estreno             | Final              | Audiencia media |
| --------- | --------- | --------- | ------------------- | ------------------ | --------------- |
|           | 1         | 8         | 11 de enero de 2023 | 1 de marzo de 2023 | 937 000 (8,2%)  |

## Única temporada
| N.º | Título                         | Dirigido por   | Escrito por          | Fecha de emisión original | Audiencia         |
| --- | ------------------------------ | -------------- | -------------------- | ------------------------- | ----------------- |
| 1   | «Síndrome de abandono»         | Ana Vázquez    | Aurora Guerra        | 11 de enero de 2023       | 1 120 000 (10,9%) |
| 2   | «Confía en mi»                 | Ana Vázquez    | Juan Vicente Pozuelo | 18 de enero de 2023       | 846 000 (8,5%)    |
| 3   | «Recuerdos del pasado»         | Ana Vázquez    | Santiago Díaz        | 25 de enero de 2023       | 945 000 (9,9%)    |
| 4   | «Una verdad oculta»            | Ana Vázquez    | Aurora Guerra        | 1 de febrero de 2023      | 811 000 (8,7%)    |
| 5   | «La polémica está servida»     | Jorge Saavedra | Juan Vicente Pozuelo | 8 de febrero de 2023      | 938 000 (6,7%)    |
| 6   | «Una tragedia sin precedentes» | Jorge Saavedra | Aurora Guerra        | 15 de febrero de 2023     | 937 000 (6,7%)    |
| 7   | «Otra relación secreta»        | Jorge Saavedra | Santiago Díaz        | 22 de febrero de 2023     | 922 000 (6,8%)    |
| 8   | «Huida»                        | Jorge Saavedra | Aurora Guerra        | 1 de marzo de 2023        | 978 000 (7,3%)    |

## Polémicas
El 7 de enero de 2023 salió el tráiler definitivo de la serie en la cuenta oficial de Mediaset España. Parte del público consideraba la serie una apología de la pederastia por permitir la relación de un menor de edad con una mujer de 42 años. Uno de sus guionistas reclamaba ver la serie para ver que rechazaban totalmente las acusaciones vertidas en las redes sociales.